# The Masquerade Cop
Pour plus de détails, voir Fiche technique et Distribution.

The Masquerade Cop est un film muet américain réalisé par Gilbert M. Anderson et sorti en 1910.

## Fiche technique
- Titre : The Masquerade Cop
- Réalisation : Gilbert M. Anderson
- Scénario :
- Photographie :
- Montage :
- Producteur :
- Société de production : The Essanay Film Manufacturing Company
- Société de distribution : General Film Company
- Pays de production :  États-Unis
- Langue : film muet avec les intertitres en anglais
- Format : Noir et blanc — 35 mm — 1,33:1 — Muet
- Genre : Comédie
- Durée : 4 minutes 30
- Date de sortie :
  - États-Unis : 8 novembre 1910

## Distribution
- Arthur Mackley
- John B. O'Brien
- Fred Church
- Brinsley Shaw